# Campionato del mondo d'illusionismo 1961
L'ottava edizione del Campionato del Mondo di Illusionismo si è svolta nel 1961 a Liegi. In Francia.

## Vincitori

### Grand Prix
| Posizione | Nome      | Nazione     |
| --------- | --------- | ----------- |
| 1         | Fred Kaps | Paesi Bassi |

### Manipulation
| Posizione | Nome          | Nazione     |
| --------- | ------------- | ----------- |
| 1         | Pierre Brahma | Francia     |
| 2         | Ron MacMillan | Inghilterra |
| 3         | Claude Rix    | Francia     |

### General Magic
| Posizione | Nome            | Nazione     |
| --------- | --------------- | ----------- |
| 1         | Marconick       | Paesi Bassi |
| 2         | Guy Lammertyn   | Belgio      |
| 3         | Roberto & Hella | Paesi Bassi |

### Allied Arts: Pickpocketing
| Posizione | Nome          | Nazione |
| --------- | ------------- | ------- |
| 1         | Dody Willtohn | Francia |

### Invention
| Posizione | Nome               | Nazione     |
| --------- | ------------------ | ----------- |
| 1         | The Maymo Brothers | Spagna      |
| 2         | Jan Gol            | Paesi Bassi |
| 3         | Ralpho             | Francia     |

### Micromagic
| Posizione | Nome              | Nazione     |
| --------- | ----------------- | ----------- |
| 1         | Gus Southall      | Inghilterra |
| 2         | Kees Schoonenberg | Paesi Bassi |
| 3         | S. Martinez Muro  | Spagna      |

### Close-up Card
| Posizione | Nome            | Nazione     |
| --------- | --------------- | ----------- |
| 1         | Piet Forton     | Svizzera    |
| 2         | Ludow           | Francia     |
| 3         | Eddy Taytelbaum | Paesi Bassi |

### Comedy
| Posizione | Nome               | Nazione |
| --------- | ------------------ | ------- |
| 1         | The Maymo Brothers | Spagna  |

### Mentalism
| Posizione | Nome             | Nazione     |
| --------- | ---------------- | ----------- |
| 1         | John Todd & Jill | Inghilterra |

### Stage Illusions
| Posizione | Nome         | Nazione  |
| --------- | ------------ | -------- |
| 1         | Les Andreals | Svizzera |

### Parlour Magic
| Posizione | Nome | Nazione     |
| --------- | ---- | ----------- |
| 1         | Rama | Paesi Bassi |

## Medagliere
| Pos | Nazione     | Oro | Argento | Bronzo | Totale |
| --- | ----------- | --- | ------- | ------ | ------ |
| 1   | Paesi Bassi | 3   | 2       | 2      | 7      |
| 2   | Francia     | 2   | 1       | 2      | 5      |
| 3   | Inghilterra | 2   | 1       | 0      | 3      |
| 4   | Spagna      | 2   | 0       | 1      | 3      |
| 5   | Svizzera    | 2   | 0       | 0      | 2      |
| 6   | Belgio      | 0   | 1       | 0      | 1      |